# كيون دانييل
كيون كيلي دانييل (بالإنجليزية: Keon Kelly Daniel)‏ (مواليد 16 يناير 1987 في لامبو) لاعب كرة قدم ترينيدادي دولي يجيد اللعب في خط الوسط . يلعب حاليا لصالح نادي بورتوريكو آيلاندرز البورتوريكي منذ 2010 .

## روابط خارجية
- كيون دانييل على موقع الدوري الأمريكي (الإنجليزية)
- كيون دانييل على موقع قاعدة بيانات كرة القدم.إي يو (الإنجليزية)
- كيون دانييل على موقع ناشيونال فوتبول تيمز (الإنجليزية)
- كيون دانييل على موقع Soccerway.com (الإنجليزية)
- كيون دانييل على موقع عالم كرة القدم.نت (الإنجليزية)
- كيون دانييل على موقع كووورة